# Березовий дьоготь

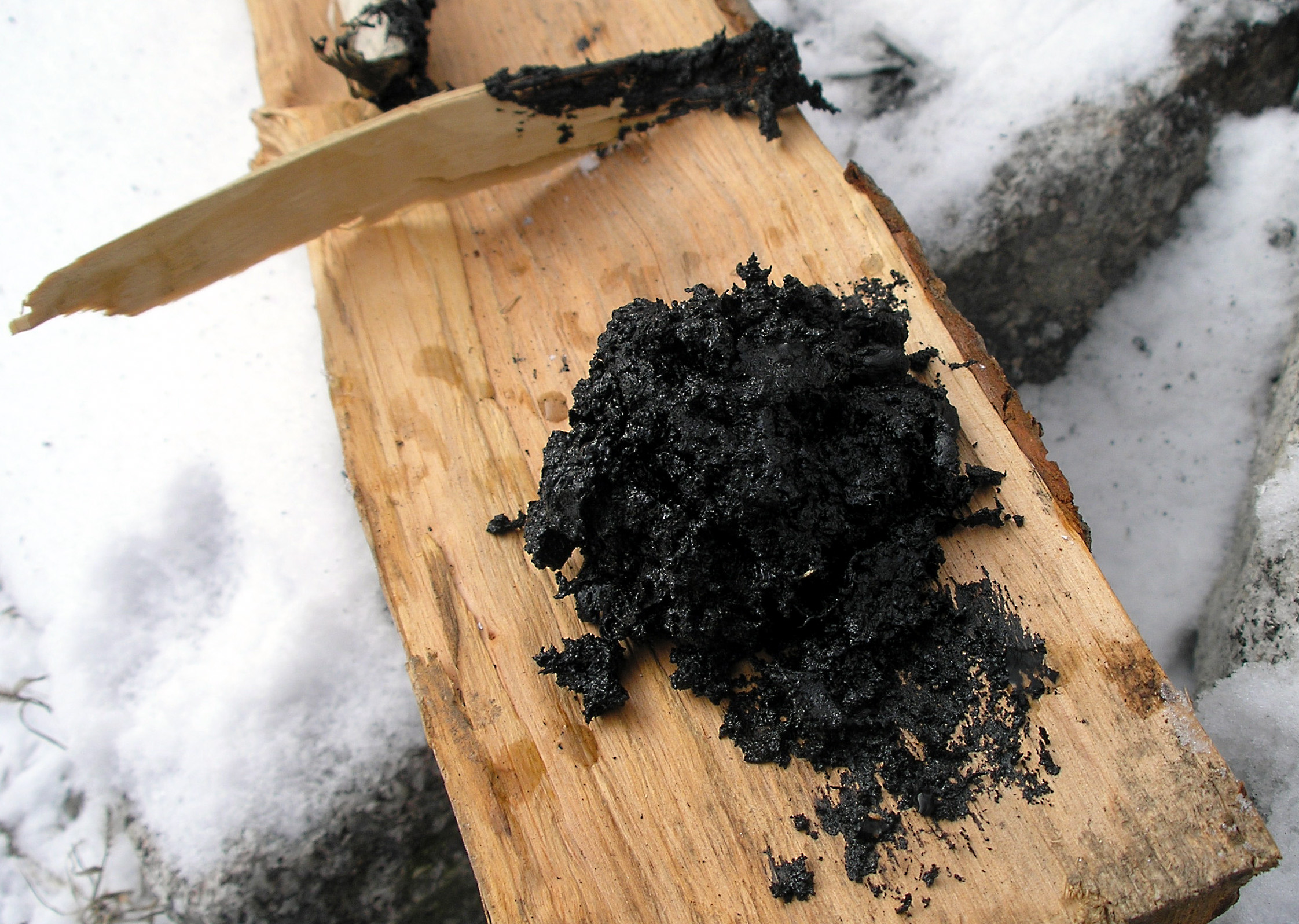
Берестяна смола, виготовлена в одному горщику: Кору берези нагрівають у герметичних умовах, кінцевий продукт складається з дьогтю та золи кори.

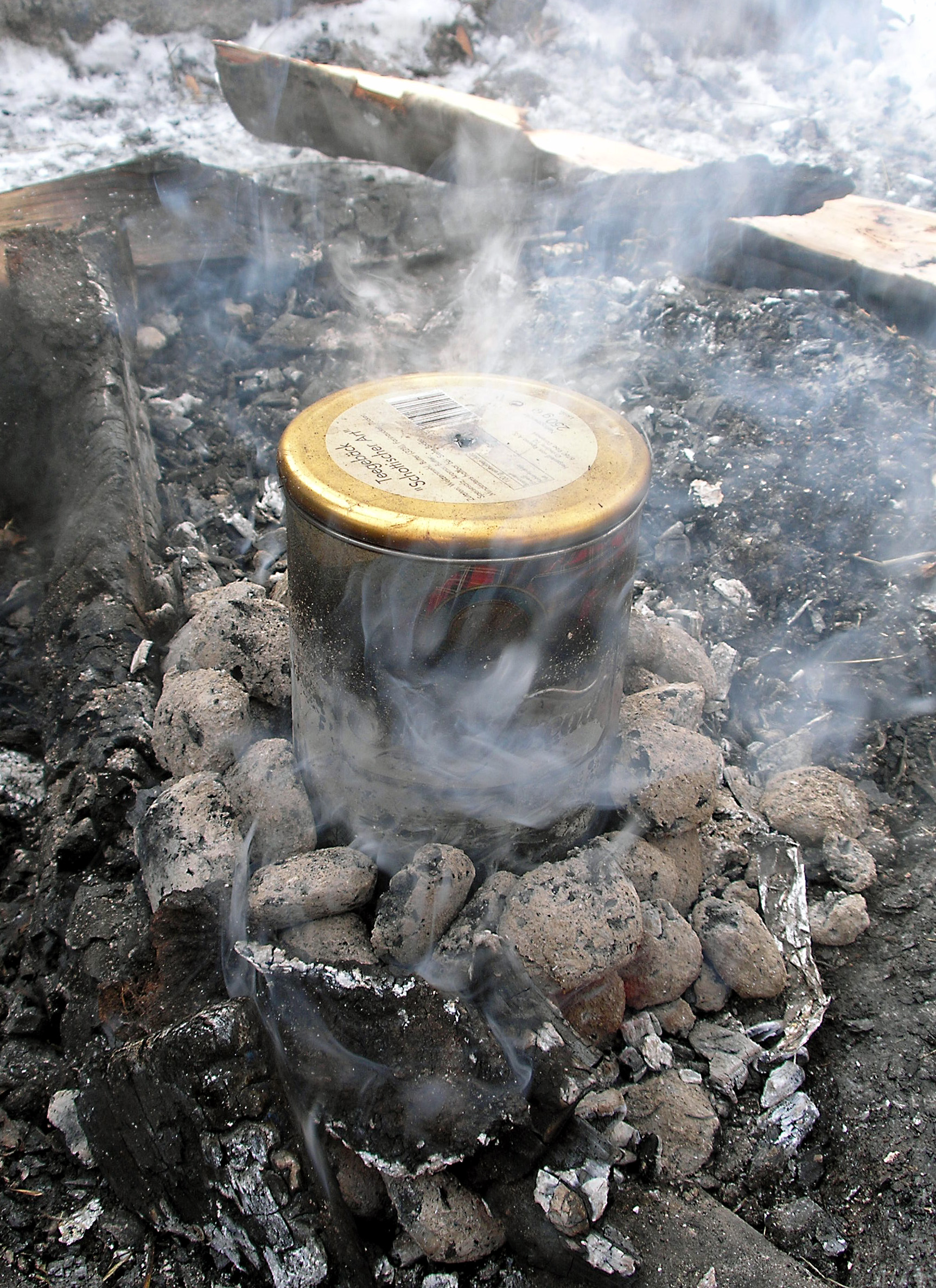
Сучасний спосіб одержання дьогтю з берести в одному горщику: кору берези нагрівають у герметичних умовах; кінцевий продукт складається з дьогтю та попелу кори.

Березовий дьоготь або березовий пек — це речовина (рідка при нагріванні), що отримується в результаті сухої перегонки кори берези (берести).

## Склад
Березовий дьоготь складається з таких фенолів, як гваякол, крезол, ксиленол та креозол.

## Стародавнє та сучасне використання
Березовий дьоготь широко застосовувався як клей ще в епоху середнього палеоліту та раннього мезоліту. Неандертальці виробляли смолу сухою перегонкою березової кори ще 200 000 років тому. Дослідження, проведене 2019 року, показало, що виробництво березового дьогтю може бути дуже простим процесом — це просто спалювання березової кори біля гладких вертикальних поверхонь в умовах відкритого повітря. Рідкісна знахідка з голландської частини Північного моря показує, що неандертальці використовували смолу з березової кори як підкладку для невеликих «домашніх» кам'яних знарядь праці.
Березовий дьоготь також застосовували як дезінфікуючий засіб, у обробці шкіри одязі та в медицині.
У Керіккі у Фінляндії знайдено 5000-річну жувальну гумку, виготовлену із смоли з березової кори, яка все ще має відбитки зубів. Генетичний матеріал, що зберігся у гумці, дозволив провести нові дослідження щодо руху населення, видів споживаної їжі та видів бактерій, що знаходились на їхніх зубах.
На півдні Данії був знайдений інший зразок жувальної гумки віком 5700 років. З жованої березової смоли секвенували повний геном людини та мікрофлору ротової порожнини. Дослідники виявили, що особа, яка жувала смолу, була жінкою, тісно пов'язаною генетично з мисливцями-збирачами з материкової Європи.
Кінці оперення стріл кріпили березовим дьогтем, а мотузки з шкіри-сирця, протравленої березовим дьогтем використовувались для фіксації леза сокир у період мезоліту.
Юхта — це водостійка шкіра, протравлена березовою олією після дублення. Ця шкіра була основним експортним товаром з Росії (звідки і отримала другу назву - "російська шкіра") сімнадцятого та вісімнадцятого століть, оскільки наявність березової олії обмежувало її географію виробництва. Олійне просочення також стримувала атаку комах і надавала характерний і приємний аромат, який розглядався як знак якості шкіри.
Березовий дьоготь також є одним із компонентів лініменту Вишневського.
Олія березового дьогтю є ефективним відлякувачем черевоногих молюсків (до яких входять равлики та слимаки). Ефект відлякування триває близько двох тижнів. Відлякуючий ефект олії березового дьогтю, змішаної з вазеліном, нанесеним на огорожу, триває до декількох місяців.
Олія березового дьогтю має сильні антисептичні властивості завдяки великій кількості похідних фенолу та похідних терпеноїдів.
Олія березового дьогтю також використовується в парфумерії як базова нота для додання шкіряних, смоляних, димчастих та вічнозелених нот. Вона використовується як інгредієнт деяких мил, зокрема, є запахом такого британського бренду як «Imperial Leather».